# Auguste Édouard Hirschauer
Auguste Édouard Hirschauer, född 16 juni 1857, död 27 december 1943, var en fransk militär.
Hirschauer blev officer vid ingenjörsvapnet 1878, överste 1909, brigadgeneral 1912 och divisionsgeneral 1916. Hirschauer ägnade sig särskilt åt flygväsendet och blev 1912 dess inspektör. Vid krigsutbrottet 1914 var han ingenjörsbefälhavare i Paris men kallades därifrån till Bordeaux för organiserandet av arméns flygväsen, blev 1915 brigadchef och 1916 chef för 18:e armékåren, som han ledde under slaget vid Somme samma år och vid Chemin des Dames 1917. I november 1918 förflyttades Hirschauer som chef för 2:a armén till Argonnerna och blev därefter samma år guvernör i Strasbourg och högste befälhavare i Elsass. Från 1920 var han senator.